# Camponotus aethiops
Camponotus aethiops (лат.) — вид земляных муравьёв рода Camponotus из подсемейства формицины (Formicidae).

## Распространение
Западная и Центральная Палеарктика: Южная Европа (Португалия, Испания, Франция, Греция, Италия, Молдова, Румыния, Словакия, Чехия, Швейцария, Болгария), Крым, Закавказье (Армения, Грузия), Израиль, Иран, Китай, Россия (Волгоградская область, Калмыкия), Туркмения, Турция. Лесостепи, степи.

## Описание
Земляные муравьи, гнездятся в почве, зоонекрофаг. Голова, грудка и брюшко чёрного цвета. Среднего размера, рабочие и солдаты длиной 5—10 мм; самки — 12—15 мм; самцы — 6—8 мм. Скапус усиков длинный, выходит за пределы затылочного края головы. Передний край клипеуса с прямоугольной лопастью, которая выступает вперёд за передние углы головы. Грудь в профиль равномерно выпуклая. Проподеум округлый, без эпинотальных шипиков или зубцов. Стебелёк между грудкой и брюшком состоит из одного членика (петиолюс), несущего вертикальную чешуйку.

## Систематика
Вид был впервые описан в 1798 году под первоначальным названием Formica aethiops Latreille, 1798, позднее иногда рассматривался в качестве подвида видов C. sylvaticus, C. rubripes, C. maculatus, а в 1925 году включён в состав подрода Tanaemyrmex вместе с такими видами как Camponotus turkestanus, Camponotus turkestanicus, Camponotus xerxes и Camponotus fedtschenkoi.